# Harley-Davidson Baja 100
La Harley-Davidson Baja 100 était une moto de petite cylindrée tout terrain. Elle était fabriquée par Aermacchi pour Harley-Davidson en Italie, laquelle détenait 50% de la société italienne à l'époque. Elle fut l'un des modèles que Harley-Davidson commercialisa dans sa tentative d'entrée sur le marché des petites cylindrées tout terrain . Elle était construite à l'usine de à Varese d'Aermacchi en Italie.
Elle avait un moteur de 98 cm3 deux temps, monocylindre à cinq vitesses , dérivé de la production courante des deux temps, principalement des pièces Aletta et Aletta d'Oro disponibles dans le commerce avec un alésage réduit de 54 à 50 mm .
La seule pièce fabriquée spécifiquement pour la Baja 100 était le cadre pouvant accueillir le support avant de la culasse et du boîtier de filtre à air.

## Production
La production a commencé en septembre 1969 et s'est terminée en 1973.
- 1969 : 853 MY/MSR
- 1970 : 569 MSR/MY
- 1970 : 1204 MSR
- 1971 : 704 MY / 200 MSR
- 1972 : 1008 MY

La production de 1973 n'est pas connue, mais certains modèles de MY 1974 semblent exister, ce qui signifierait qu’il n’y a eu aucun changement après la MY 1973.
En règle générale, les numéros de cadre qui sont repris sur le moteur commencent par 8B pour le modèle de compétition (MSR) et 8C pour les modèles de route (MY). Ces derniers étant équipés de feux de route, d'un silencieux d’échappement et d'un garde-boue avant haut. Néanmoins sur certains des premiers modèles de route, la numérotation de cadre MSR de compétition peut s'appliquer.
Une révision majeure a eu lieu à la fin de 1972 lorsque le moteur fut équipé d’un nouveau cylindre en aluminium et d’un nouveau carburateur, ainsi que d'un changement de vitesse déplacé sur le côté droit du moteur. Il y avait d'autres différences mineures telles que la suspension arrière ou l'évent manquant sur le réservoir.
La Baja a un historique en compétition et a remporté la Baja 1000 en 1971 dans sa catégorie avec l’équipe officielle Harley-Davidson. Dans cette course, Harley-Davidson avait inscrit 14 modèles Baja, dont 8 se classèrent dans le top 10, y compris le vainqueur de la course .

## Résultat commercial
L’entrée d'Harley-Davidson sur le marché des véhicules tout-terrain coïncidait avec l’arrivée d'Honda, Yamaha, Suzuki et Kawasaki sur ce marché. Pourtant, malgré les quelques résultats sportifs, ce que les clients achetaient n’était pas les motos que l’équipe officielle Harley-Davidson pilotait et les clients ne tardèrent pas à se rendre compte de la supercherie. La Baja 100 de série avait des cale-pieds fixes, une faible puissance, un énorme pignon arrière qui se détachait souvent, un réservoir en forme de lunch-box pas très ergonomique et une selle très dure. Les Baja 100 avaient cependant une fourche Baby Ceriani, une garde au sol importante et une allure italienne racée.